# Edgaras Jankauskas
Edgaras Jankauskas (Vilna, 12 de marzo de 1975) es un exfutbolista y entrenador lituano. Jugaba de delantero y fue internacional por la selección de fútbol de Lituania.
Debutó como futbolista con el Žalgiris Vilnius de la Primera División de Lituania y de ahí pasó al CSKA de Moscú y el Torpedo Moscú. Ha jugado en quince equipos, entre los que destacan el Club Brujas, la Real Sociedad de Fútbol, el S. L. Benfica y el F. C. Oporto, donde logró sus mayores éxitos como profesional: una Copa de la UEFA (2002-03) y una Liga de Campeones (2003-04). Posteriormente ha sido entrenador y llegó a dirigir a la selección lituana desde 2016 hasta 2018.
En el plano individual, ha sido nombrado "Futbolista Lituano del Año", en cinco ocasiones: 1997, 1998, 2000, 2001 y 2004.
Durante su trayectoria destacó por ser un delantero alto, poderoso y que se desenvolvía bien en el aspecto más físico del juego.

## Trayectoria como jugador

### Inicios deportivos
Edgaras Jankauskas empezó a jugar al fútbol en la academia del F. K. Panerys de Vilna, su ciudad natal. En 1991, a los 16 años, fue contratado por el Žalgiris Vilnius, entonces la entidad más importante de la recién independizada Lituania. Logró hacerse un hueco de delantero titular y a lo largo de cinco temporadas el equipo ganó dos Ligas lituanas (1991 y 1992) y tres Copas (1991, 1993 y 1994), destacándose como un ariete físico y luchador.
Antes de dar el salto a Europa tuvo una breve incursión en el fútbol ruso. En la temporada 1996 se concretó su fichaje por el CSKA de Moscú de la Primera División. Aunque solo disputó 18 partidos, fue el tercer máximo anotador del plantel con 9 goles, uno menos que los titulares Gerasimov y Dmitri Jojlov. Al año siguiente fue cedido al Torpedo Moscú y allí tuvo mayor continuidad, con 10 tantos en 29 encuentros.

### Llegada a Europa
Cuando la liga rusa terminó en diciembre de 1997, el Club Brujas de la Primera División de Bélgica se hizo con el traspaso de Jankauskas, que entonces tenía 22 años. Su adaptación fue muy buena y terminó el año 1997-98 como delantero titular, con 8 goles en 17 partidos que sirvieron a los azul-negros para proclamarse campeones de liga. Si bien el máximo goleador era Gert Claessens, el lituano tuvo una notable aportación. En las tres temporadas que permaneció allí marcó 16 tantos en 52 partidos. Y en 1997 y 1998 recibió el premio al "Futbolista lituano del año".
En enero del 2000, Jankauskas fichó por la Real Sociedad de la Primera División española, dirigido por Javier Clemente. En total pagaron 2,4 millones de euros por su traspaso, convirtiéndolo en el jugador lituano más caro de la historia. Llegó junto con su excompañero Dmitri Jojlov con el objetivo de aportar referencias en ataque, algo de lo que carecían tras la salida de Darko Kovačević. Edgaras se hizo con la titularidad en detrimento del colombiano Victor Bonilla y en su debut, el 23 de enero del 2000 frente al Atlético de Madrid, marcó un gol. Gracias a sus aportaciones, los txuri-urdin aseguraron la salvación.
En la temporada 2000-01, la única que disputó completa, fue el máximo goleador del equipo con 11 goles en 28 partidos. Para la campaña 2001-02 solo había anotado 4 goles en 13 partidos, y su entrenador John Benjamin Toshack no estaba contento con su rendimiento. Por ello fichó en el mercado de invierno al serbio Kovačević, su anterior estrella, y al turco Nihat Kahveci, ambos delanteros con plaza de extranjero. Para dejarles ficha libre, en enero de 2002 fue cedido con opción de compra al Benfica portugués.
En total, Edgaras Jankauskas jugó 56 partidos oficiales y marcó 19 goles con la camiseta de la Real Sociedad. En 2000 y 2001 volvió a ser nombrado "Futbolista lituano del año".

### Éxitos en Portugal
Jankauskas ofreció un buen rendimiento en el breve tiempo que estuvo en Sport Lisboa e Benfica. Tan solo dos meses después de su llegada, los lisboetas querían ejercer la opción de compra. Pero las negociaciones con la Real Sociedad no llegaron a buen puerto porque el pase (4,4 millones) era demasiado caro. Al finalizar la temporada 2001-02 había jugado 12 partidos y anotado 8 goles.
Antes de finalizar la cesión, el F. C. Oporto entrenado por José Mourinho hizo una oferta de compra por 3 millones de euros, logrando sus servicios por tres temporadas. El ariete vivió allí los años más exitosos de su carrera profesional, en los que los Dragoes ganaron dos campeonatos de Liga (2002-03 y 2003-04), una Copa de Portugal (2002-03), dos Supercopas (2003 y 2004) y el éxito a nivel europeo: primero con la Copa de la UEFA (2002-03) y después en la Liga de Campeones (2003-04). Jankauskas era utilizado para los torneos nacionales y no disputó un solo minuto de las finales continentales. No obstante, formó parte de un equipo histórico junto con Vítor Baía, Ricardo Carvalho, Jorge Costa, Deco, Maniche y Derlei. Además, fue nombrado "Futbolista lituano del año" por quinta vez en 2004.
La trayectoria de Jankauskas en el Oporto fue de 15 goles en 72 partidos oficiales. Cuando Mourinho se marchó al Chelsea F. C. en 2004, ninguno de los nuevos técnicos (primero Luigi Delneri y después Víctor Fernández) contaba con él. Por esta razón, el lituano se fue cedido al OGC Niza durante el año 2004-05.

### Últimas temporadas
En julio de 2005, Jankauskas fue convencido por el banquero lituano Vladimir Romanov para jugar en un club de su propiedad, el Heart of Midlothian de la Liga Premier de Escocia entrenado por Valdas Ivanauskas. El ariete había sido contratado por un club que también pertenecía a Romanov, el FBK Kaunas, para después cedérselo a los escoceses por dos temporadas. Por otra parte, sería el referente para otros lituanos que acabarían jugando allí del mismo modo, como Saulius Mikoliūnas y Andrius Velička. En su primer año contribuyó a que el Hearts terminase subcampeón, ganara la Copa de Escocia y se clasificara para la fase previa de la Liga de Campeones. Pero en el curso 2006-07 sus apariciones se vieron reducidas por las lesiones y un bajo estado de forma.
Tras dejar Escocia, probó suerte en diferentes destinos. En junio de 2007 con la carta de libertad al AEK Larnaca chipriota, en el que solo duró seis meses. En enero de 2008 regresó a Portugal para jugar en el modesto Os Belenenses, y cuando la liga portuguesa terminó se fue al Skonto Riga de la Virsliga de Letonia hasta diciembre.
Regresó a Lituania en 2009 con el objetivo de sacarse el título de entrenador, mientras jugaba en el modesto REO Vilnius. No obstante, en junio del mismo año había recibido una importante oferta del New England Revolution, equipo de la Major League Soccer de Estados Unidos, por una temporada y media. Se retiró en 2010 en las filas del Fakel Vorónezh de la Segunda División de Rusia, a los 36 años.

## Selección nacional
Jankauskas ha sido internacional con la selección de fútbol de Lituania en 56 ocasiones, marcando un total de 10 goles.
El debut con la categoría absoluta tuvo lugar el 15 de noviembre de 1991 en Klaipėda, cuando solo tenía 16 años, para un partido de la Copa Báltica frente a Estonia. Los locales se impusieron por 4:1. No fue titular, pero gozó de minutos al sustituir a Stanislovas Vitkovskis en la segunda mitad. No volvió con el combinado nacional hasta el 11 de octubre de 1995 para enfrentarse, esta vez en Vilna, al mismo rival en la clasificación para la Eurocopa 1996.
Su primer gol fue el 5 de octubre de 1996 contra Islandia, en una victoria por 2:0 durante la fase clasificatoria para la Copa Mundial de 1998.
En toda su carrera nunca pudo disputar la fase final de un campeonato de selecciones, dados los malos resultados del combinado báltico.

## Trayectoria como entrenador
Después de retirarse, Jankauskas obtuvo el título oficial de entrenador y ganó práctica como asistente de otros técnicos. En 2011 llegó al Lokomotiv de Moscú como segundo de José Couceiro, antiguo compañero de cuando jugaba en el Oporto. Ocupó el cargo durante un año, hasta que el Heart of Midlothian escocés volvió a llamarle, por mediación del propietario Vladimir Romanov, para ser el ayudante del mánager John McGlynn durante la temporada 2012-13. No obstante, McGlynn fue cesado en febrero de 2013 y el acuerdo quedó rescindido.
Desde 2014 es el entrenador del FK Trakai de la Primera División de Lituania. La entidad fue fundada nueve años antes para acercar el deporte a los niños sin recursos de Trakai, aunque subió peldaños hasta conseguir en 2013 el ascenso a la máxima categoría. Jankauskas armó un plantel joven y, contra todo pronóstico, logró que su equipo finalizase cuarto, luchando incluso por puestos en competiciones europeas hasta las últimas jornadas.

## Estadísticas

### Clubes
| Club                   | País           | Año         |
| ---------------------- | -------------- | ----------- |
| Žalgiris Vilnius       | Lituania       | 1991 - 1996 |
| CSKA de Moscú          | Rusia          | 1996        |
| Torpedo Moscú          | Rusia          | 1997        |
| Club Brujas            | Bélgica        | 1998 - 2000 |
| Real Sociedad          | España         | 2000 - 2002 |
| S. L. Benfica          | Portugal       | 2002        |
| F. C. Oporto           | Portugal       | 2002 - 2004 |
| OGC Niza               | Francia        | 2004 - 2005 |
| Heart of Midlothian    | Escocia        | 2005 - 2007 |
| AEK Larnaca            | Chipre         | 2007 - 2008 |
| Os Belenenses          | Portugal       | 2008        |
| Skonto Riga            | Letonia        | 2008        |
| REO Vilnius            | Lituania       | 2009        |
| New England Revolution | Estados Unidos | 2009 - 2010 |
| Fakel Vorónezh         | Rusia          | 2010        |

### Selección
| Absoluta · Lituania |                   |    |    |
| 1991 | 1                 | 0  |    |
| 1995 | 1                 | 0  |    |
| 1996 | 4                 | 2  |    |
| 1997 | 7                 | 1  |    |
| 1998 | 4                 | 0  |    |
| 1999 | 2                 | 0  |    |
| 2000 | 4                 | 1  |    |
| 2001 | 5                 | 1  |    |
| 2002 | 1                 | 0  |    |
| 2003 | 6                 | 0  |    |
| 2004 | 4                 | 3  |    |
| 2005 | 6                 | 0  |    |
| 2006 | -                 | -  |    |
| 2007 | 6                 | 2  |    |
| 2008 | 5                 | 0  |    |
| Total en Lituania | Total en Lituania | 56 | 10 |
| (1) Incluye datos de las fases de clasificación para los campeonatos de Europa. (2) Incluye datos de las fases de clasificación para los campeonatos del Mundo. |                   |    |    |

## Palmarés

### Campeonatos nacionales
| Título                | Club                | País     | Año  |
| --------------------- | ------------------- | -------- | ---- |
| Copa de Lituania      | Žalgiris Vilnius    | Lituania | 1993 |
| Copa de Lituania      | Žalgiris Vilnius    | Lituania | 1994 |
| Liga de Bélgica       | Club Brujas         | Bélgica  | 1998 |
| Supercopa de Bélgica  | Club Brujas         | Bélgica  | 1998 |
| Liga de Portugal      | F. C. Oporto        | Portugal | 2003 |
| Copa de Portugal      | F. C. Oporto        | Portugal | 2003 |
| Supercopa de Portugal | F. C. Oporto        | Portugal | 2003 |
| Liga de Portugal      | F. C. Oporto        | Portugal | 2004 |
| Supercopa de Portugal | F. C. Oporto        | Portugal | 2004 |
| Copa de Escocia       | Heart of Midlothian | Escocia  | 2006 |

### Campeonatos internacionales
| Título            | Equipo       | Año  |
| ----------------- | ------------ | ---- |
| Copa de la UEFA   | F. C. Oporto | 2003 |
| Liga de Campeones | F. C. Oporto | 2004 |

### Distinciones individuales
| Distinción                 | Año                          |
| -------------------------- | ---------------------------- |
| Futbolista Lituano del Año | 1997, 1998, 2000, 2001, 2004 |